# Campbellsburg (Indiana)
La ville de Campbellsburg est située dans le comté de Washington, dans l’État de l’Indiana, aux États-Unis. Sa population était de 585 habitants lors du recensement de 2010, estimée à 574 habitants en 2016.

## Histoire
Campbellsburg a été établie en 1849, quand il a été certain que le chemin de fer traverserait le territoire. Le premier nom était Buena Vista en souvenir de la bataille du même nom. Puis la localité fut renommée Campbellsburg d’après Robert Campbell, qui a planifié une extension de la ville en 1851.
Le bureau de poste de Campbellsburg a ouvert en 1852.